# كاني بهن (مقاطعة دهغلان)
كاني بهن (بالفارسية: کانی پهن) هي قرية تقع في قسم قوري تشاي الريفي (مقاطعة دهغلان) في إيران. يقدر عدد سكانها بـ 223 نسمة بحسب إحصاء 2016.